# Помфрет (Нью-Йорк)
Помфрет (англ. Pomfret) — місто (англ. town) в США, в окрузі Чотоква штату Нью-Йорк. Населення — 13 035 осіб (2020).

## Демографія
Згідно з переписом 2010 року, у місті мешкало 14 965 осіб у 5296 домогосподарствах у складі 2803 родин. Було 5884 помешкання
Расовий склад населення:
| - 93,5 % — білих - 2,3 % — чорних або афроамериканців - 1,4 % — азіатів - 0,4 % — корінних американців - 1,1 % — осіб інших рас |

До двох чи більше рас належало 1,4 %. Частка іспаномовних становила 4,1 % від усіх жителів.
За віковим діапазоном населення розподілялося таким чином: 14,8 % — особи молодші 18 років, 72,5 % — особи у віці 18—64 років, 12,7 % — особи у віці 65 років та старші. Медіана віку мешканця становила 25,5 року. На 100 осіб жіночої статі у місті припадало 90,5 чоловіків;  на 100 жінок у віці від 18 років та старших — 86,9 чоловіків також старших 18 років.
Середній дохід на одне домашнє господарство  становив 68 872 долари США (медіана — 50 405), а середній дохід на одну сім'ю — 81 236 доларів (медіана — 62 604). Медіана доходів становила 46 806 доларів для чоловіків та 36 656 доларів для жінок. За межею бідності перебувало 18,7 % осіб, у тому числі 24,9 % дітей у віці до 18 років та 5,1 % осіб у віці 65 років та старших.
Цивільне працевлаштоване населення становило 6032 особи. Основні галузі зайнятості: освіта, охорона здоров'я та соціальна допомога — 38,3 %, роздрібна торгівля — 13,6 %, мистецтво, розваги та відпочинок — 9,4 %, виробництво — 7,7 %.